# Кончо (округ, Техас)
Шаблон:StateAbbr_ 31°20′ пн. ш. 99°52′ зх. д. / 31.33° пн. ш. 99.86° зх. д.
Округ Кончо (англ. Concho County) — округ (графство) у штаті Техас, США. Ідентифікатор округу 48095.

## Історія
Округ утворений 1879 року.

## Демографія
За даними перепису 2000 року загальне населення округу становило 3966 осіб, усе сільське. Серед мешканців округу чоловіків було 2556, а жінок — 1410. В окрузі було 1058 домогосподарств, 758 родин, які мешкали в 1488 будинках. Середній розмір родини становив 2,97.
Віковий розподіл населення поданий у таблиці:
| Стать    | До 15 років | 15-21 | 22-29 | 30-39 | 40-49 | 50-65 | 65-85 | Понад 85 |
| -------- | ----------- | ----- | ----- | ----- | ----- | ----- | ----- | -------- |
| Чоловіки | 230         | 216   | 533   | 648   | 394   | 306   | 210   | 19       |
| Жінки    | 263         | 132   | 99    | 142   | 177   | 279   | 253   | 65       |

## Суміжні округи
- Раннелс — північ
- Коулман — північний схід
- Маккалох — схід
- Менард — південь
- Том-Грін — захід

## Виноски
1. ↑  U.S. Decennial Census. United States Census Bureau. Архів оригіналу за 26 квітня 2015. Процитовано 21 квітня 2015.
2. ↑  Texas Almanac: Population History of Counties from 1850–2010 (PDF). Texas Almanac. Архів оригіналу (PDF) за 26 лютого 2015. Процитовано 21 квітня 2015.
3. ↑  State & County QuickFacts. United States Census Bureau. Архів оригіналу за 27 лютого 2016. Процитовано 9 грудня 2013.(англ.) Наведено за англійською вікіпедією.
4. ↑  American FactFinder. Бюро перепису населення США. Архів оригіналу за 29 липня 2011. Процитовано 31 січня 2008.

| США | Це незавершена стаття з географії США. Ви можете допомогти проєкту, виправивши або дописавши її. |